# USS Housatonic (1861)
USS Housatonic – amerykański parowo-żaglowy slup z czasów wojny secesyjnej. Pierwsza w dziejach jednostka, która uległa okrętowi podwodnemu.
Jednostka została zwodowana w stoczni Navy Yard w Bostonie w stanie Massachusetts 20 listopada 1861, a przyjęta do służby 29 sierpnia 1862. Okręt należał do jednostek typu Ossipee. Jego dowódcą był kmdr por. William Rogers Taylor.
Okręt służył w siłach morskich Unii podczas wojny secesyjnej. Już od września 1862 służył w składzie sił blokujących port Charleston. 29 stycznia 1863 wziął udział w zdobyciu łamacza blokady „Princess Royal”, płynącego z uzbrojeniem i maszynami dla okrętów konfederackich budowanych w Charleston. 31 stycznia wziął udział w walce z konfederackimi okrętami pancernymi CSS „Chicora” i „Palmetto State”. 19 kwietnia „Housatonic” zdobył slup „Neptune” usiłujący wydostać się z Charleston z ładunkiem bawełny i terpentyny. 15 maja wziął udział w zdobyciu parowca „Secesh”. Od 10 lipca 1863 łodzie okrętowe z „Housatonic” z zamontowanymi haubicami brały udział w ostrzale Fortu Wagner pod Charleston.
W nocy 17 lutego 1864 „Housatonic” został zatopiony na redzie portu Charleston przez okręt podwodny Konfederatów „H.L. Hunley”, wybuchem miny wytykowej. Zginęło przy tym jedynie 5 członków załogi „Housatonic”, który stał się pierwszym w historii operacyjnym okrętem na świecie, który został zatopiony przez atak okrętu podwodnego. Ostrzał karabinowy poruszającego się tuż pod powierzchnią „Hunleya”, prowadzony z pokładu „Housatonic” bezpośrednio przed atakiem, był możliwą przyczyną zatonięcia okrętu podwodnego po tej akcji.

## Dane
- kadłub drewniany

Uzbrojenie:
- 1 działo 100-funtowe gwintowane Parrott
- 3 działa 30-funtowe gwintowane Parrott (114 mm)
- 1 działo kalibru 280 mm (11 cali) gładkolufowe Dahlgren
- 2 działa gładkolufowe 32-funtowe (162,5 mm)
- 2 haubice gładkolufowe 24-funtowe (147,3 mm)
- 1 haubica gładkolufowa 12-funtowa (118 mm)
- 1 działo gwintowane 12-funtowe (93 mm)

(według niektórych danych, 9 dział, bez jednego 30-funtowego i 12-funtowego gwintowanego)